# Józef Ksawery Elsner

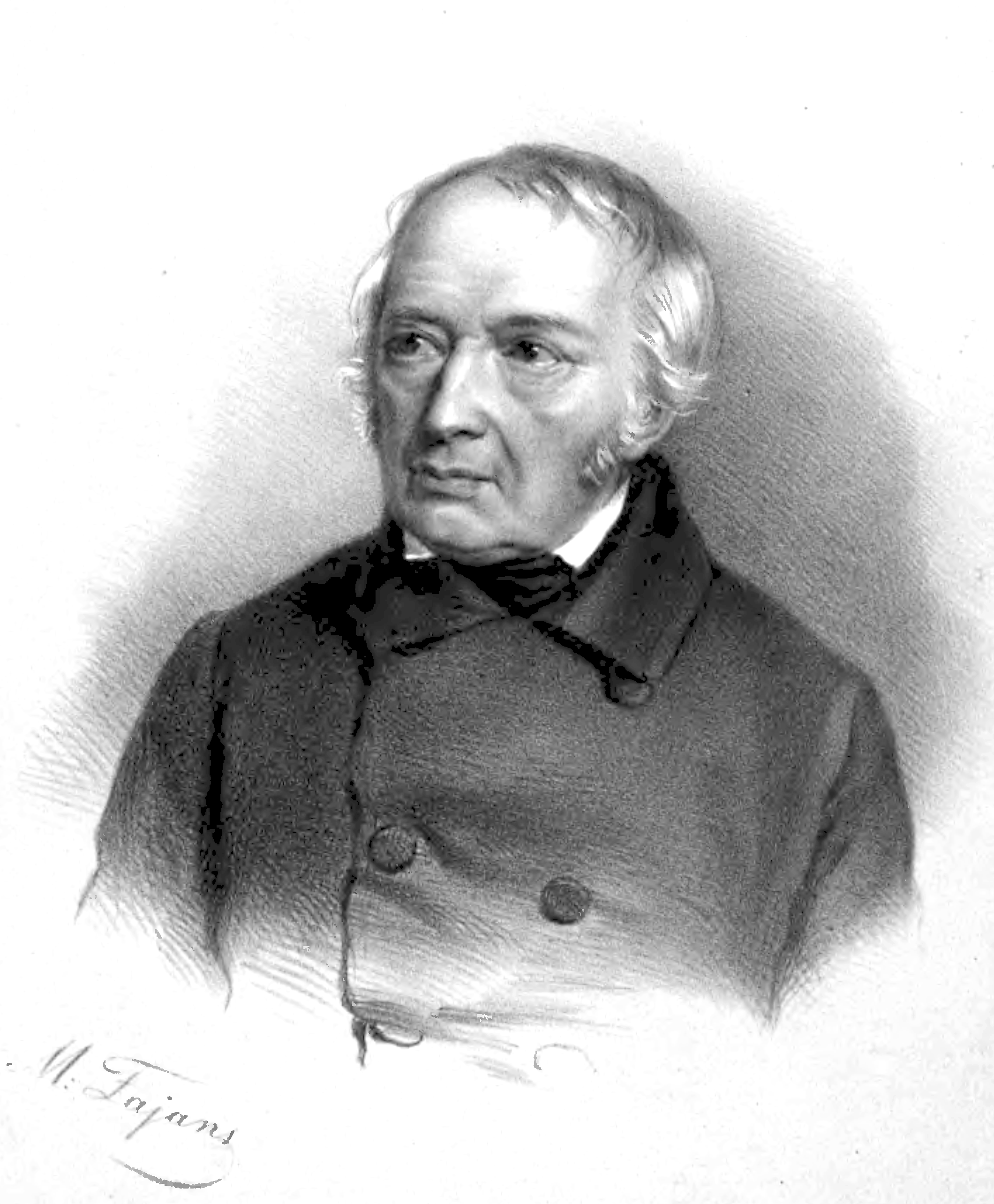
Józef Ksawery Elsner.

Józef Ksawery Elsner (Grodków, cerca de Breslavia, 1 de junio de 1769 - Varsovia 18 de abril de 1854) fue compositor, teórico y pedagogo polaco.

## Vida y estudios
Nacido en una familia alemana de músicos, ubicada en Polonia. Desde joven obtuvo unas cuantas nociones de música, hasta que fue a estudiar violín y armonía en Wrocław. Más tarde seguiría estudiando música en Viena, Austria. 

## Carrera
Empezó siendo violinista en el Teatro Municipal de Brno, Moravia, en la República Checa en 1791. Al año siguiente fue director de orquesta en Leópolis, Ucrania. De 1799 a 1824 fue el principal director del Teatro Nacional de Varsovia, al igual que también fue profesor en el Liceo de Varsovia. En 1821 fundó el Conservatorio de Varsovia, siendo él mismo el director.

### Chopin, entre sus alumnos
De 1823 a 1829 dio clases de teoría musical, bajo continuo y composición a un joven Frédéric Chopin. Llegó a decir de él: "Frédérich Chopin, alumno de tercer año, excepcionalmente apto, genio musical". Años más tarde, Chopin le dedicaría su primera sonata : Sonata in C minor Opus 4 y sus variaciones Opus 2, a Józef Elsner.

## Obra
- Óperas:

- Król Łokietek
- Amazonki czyli Herminia

- Ballets.
- Música religiosa.
- 11 sinfonías.
- 6 cuartetos para cuerda.
- Requiem.

- Datos: Q471647
- Multimedia: Józef Elsner / Q471647